# Maximilian Victor Odenius

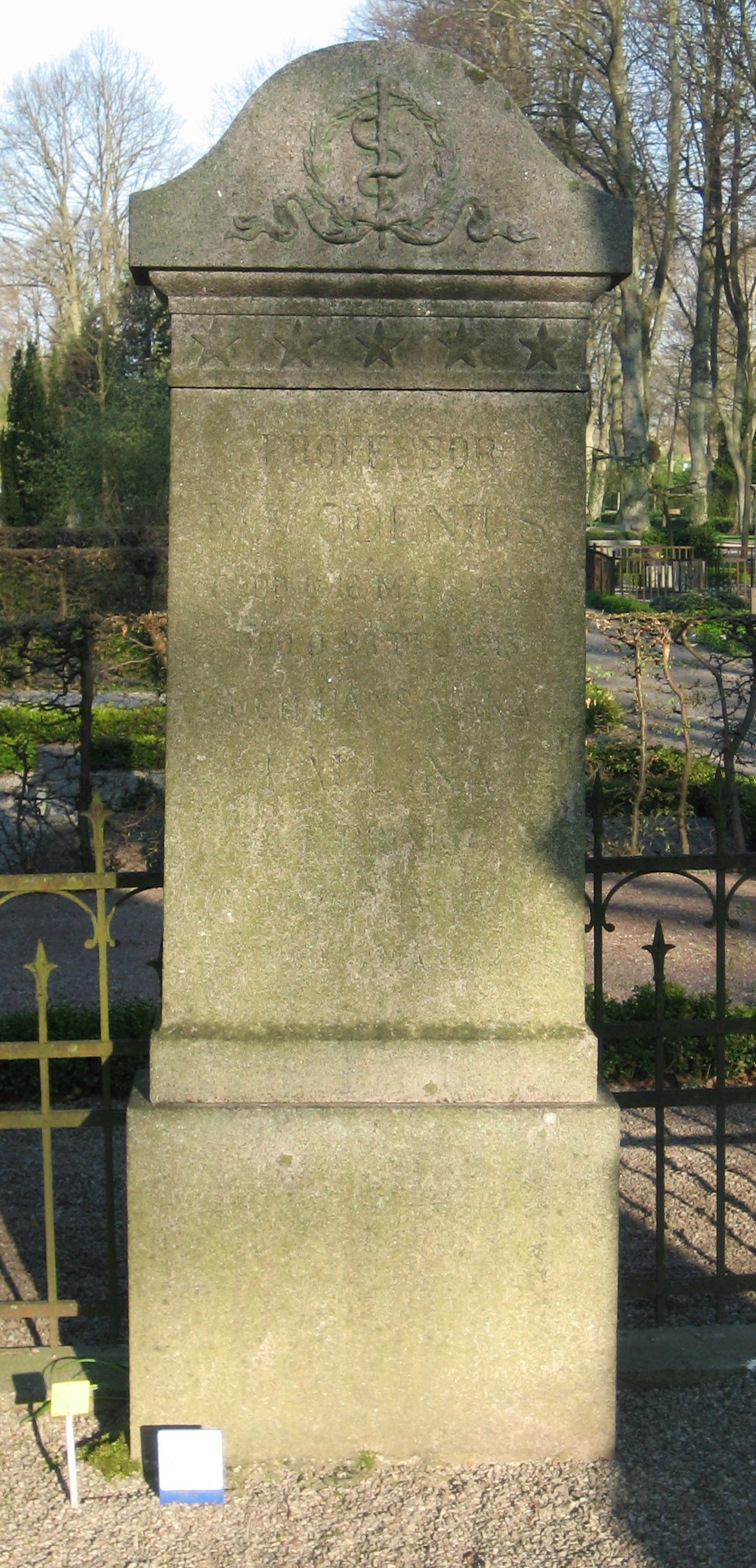
Odenius gravsten på Norra kyrkogården i Lund.

Maximilian Victor Odenius, född 16 mars 1828 i Göteborg, död 29 december 1913 i Lund, var en svensk läkare.

## Biografi
Odenius blev student vid Lunds universitet 1845, filosofie doktor 1853, medicine licentiat 1859 och medicine doktor 1861. År 1860 utnämndes han till adjunkt i anatomi och prosektor samt var 1875–1897 professor i teoretisk medicin och rättsmedicin vid Lunds universitet. Odenius blev ledamot av Fysiografiska sällskapet i Lund 1861, av Vetenskapsakademien 1875, av Vetenskaps- och vitterhetssamhället i Göteborg 1890 och av Vetenskapssocieteten i Uppsala 1896. För sin 1906 utgivna översättning av Celsus Åtta böcker om läkekonsten tilldelades Odenius 1907 Letterstedtska priset av Vetenskapsakademien.
Odenius gifte sig 1867 med Paulina Brink. Han ligger begraven på Norra kyrkogården i Lund.